# Zoë Wanamaker

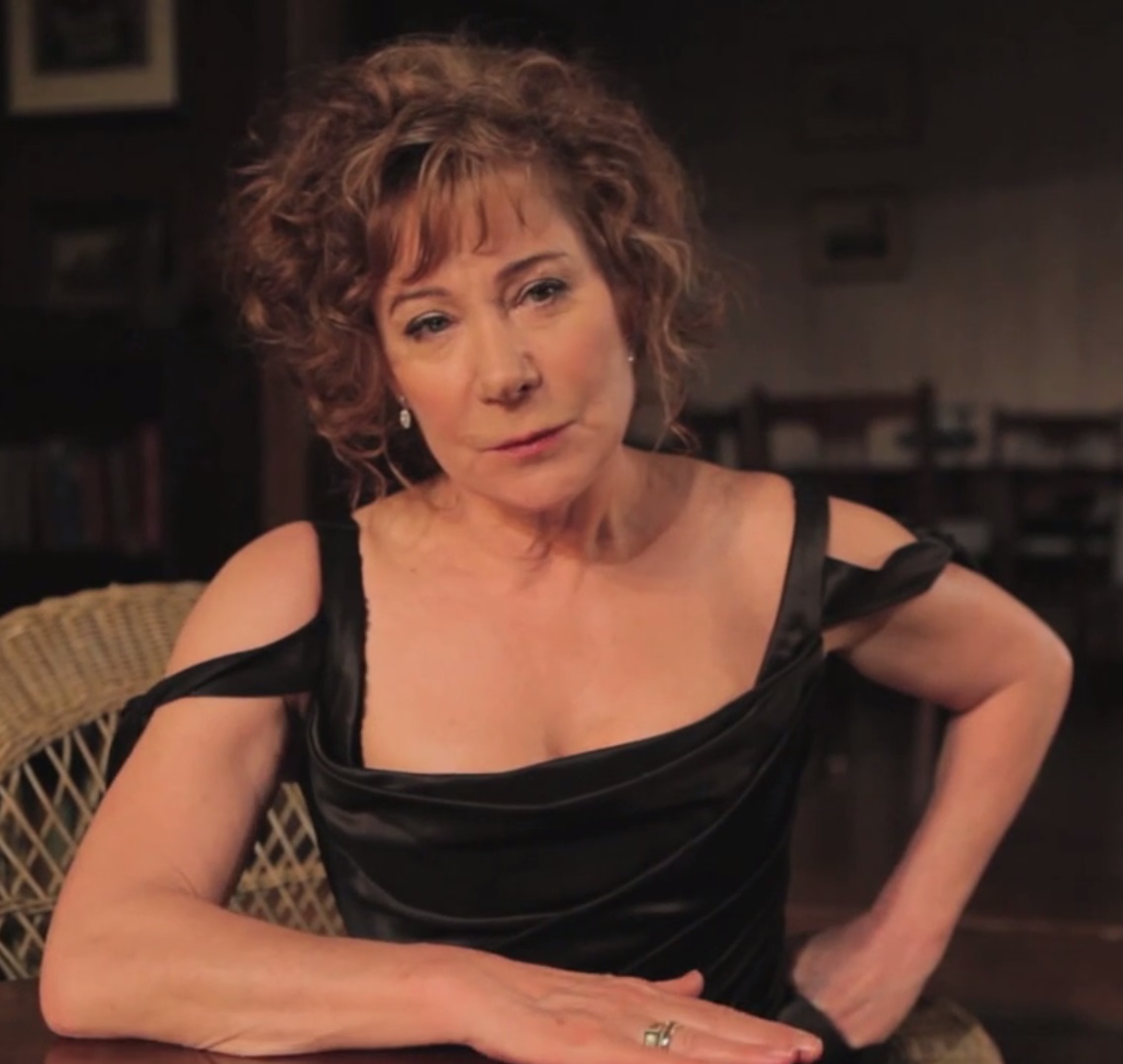
Zoë Wanamaker (2013)

Zoë Wanamaker, CBE, (* 13. Mai 1949 in New York City) ist eine britisch-US-amerikanische Schauspielerin.

## Leben
Zoë Wanamaker ist eine von drei Töchtern des US-amerikanischen Schauspielers und Regisseurs Sam Wanamaker und dessen Frau, der kanadischen Schauspielerin Charlotte Holland. Als sie  drei Jahre alt war, wanderte die Familie nach Großbritannien aus, da ihr Vater während der McCarthy-Ära unter Kommunismusverdacht stand und auf eine schwarze Liste gesetzt worden war. Er war später der Initiator für den Wiederaufbau des Globe Theatre in London. 
Nach der Schule absolvierte sie verschiedene Ausbildungen, unter anderem zur Sekretärin, da ihre Eltern gegen ihren Wunsch waren, ins Schauspielgeschäft zu gehen. Trotzdem bewarb sie sich bei der Central School of Speech and Drama in London und wurde aufgenommen. Später wurde sie Mitglied der Royal Shakespeare Company und erhielt 1981 für ihre Rolle in der Broadway-Produktion Piaf neben Jane Lapotaire einen Tony Award. Sie wurde später noch drei weitere Male für den Tony Award nominiert; außerdem gewann sie zweimal den Laurence Olivier Award. Besonders eng arbeitet Wanamaker mit dem Royal National Theatre zusammen, in dem sie im Frühjahr 2007 als Serafina in Tennessee Williams Die tätowierte Rose zu sehen war und neben Simon Russell Beale in Viel Lärm um Nichts auf der Bühne stand.
Seit Anfang der 1970er-Jahre ist sie im britischen Film und Fernsehen als Schauspielerin zu sehen. 1990 wirkte sie als Emilia in Trevor Nunns Verfilmung von Othello mit Ian McKellen als Jago mit. Ihren eigentlichen Durchbruch vor der Kamera hatte Wanamaker Anfang der 1990er-Jahre mit der Fernsehserie Love Hurts. In England schon lange als eine der bedeutenden Schauspielerinnen ihrer Generation geltend, wurde sie in Deutschland insbesondere durch ihre Rolle der „Madam Hooch“ in Harry Potter und der Stein der Weisen (2001) bekannt. Nachdem sie die Bezahlung der Schauspieler als zu niedrig kritisiert hatte, wurde sie in den nachfolgenden Harry-Potter-Filmen nicht mehr besetzt. Zwischen 2000 und 2011 spielte sie neben Robert Lindsay eine Hauptrolle in der Fernsehserie My Family. In der Krimi-Serie Agatha Christie’s Poirot trat Wanamaker ab 2007 an der Seite von David Suchet als Krimi-Schriftstellerin „Ariadne Oliver“ auf.
Seit 1994 ist Wanamaker mit dem britischen Schauspieler Gawn Granger verheiratet, mit dem sie in London lebt. Im Jahr 2000 nahm sie (zusätzlich zur US-Staatsbürgerschaft) die britische Staatsbürgerschaft an. Im selben Jahr wurde sie außerdem von Königin Elisabeth II. zum Commander of the Order of the British Empire ernannt.

## Filmografie (Auswahl)
- 1971: ITV Sunday Night Drama (Fernsehserie, 1 Folge)
- 1978: The Devil’s Crown (Fernsehserie, 3 Folgen)
- 1985: Am Rande der Finsternis (Edge of Darkness; Fernseh-Miniserie, 3 Folgen)
- 1986: Paradise Postponed (Fernsehserie, 8 Folgen)
- 1987: Armes reiches Mädchen (Fernseh-Miniserie, 2. Folge, über die Millionenerbin Barbara Hutton)
- 1988: Raggedy – Eine Geschichte von Liebe, Flucht und Tod (The Raggedy Rawney)
- 1991: Inspektor Morse (Fernsehserie, 1 Folge)
- 1991: Heißer Verdacht (Fernseh-Miniserie, 2 Folgen)
- 1992–1994: Love Hurts (Fernsehserie, 30 Folgen)
- 1995: Eine englische Ehefrau (The English Wife; Fernsehfilm)
- 1997: Amy Foster – Im Meer der Gefühle (Swept from the Sea)
- 1997: Oscar Wilde (Wilde)
- 1999: David Copperfield (Fernseh-Zweiteiler)
- 1999: Kampf der Kobolde – Die Legende einer verbotenen Liebe (The Magical Legend of the Leprechauns; Fernseh-Zweiteiler)
- 2000: Gormenghast (Fernsehserie, 3 Folgen)
- 2000–2011: My Family (Fernsehserie, 116 Folgen)
- 2001: Harry Potter und der Stein der Weisen (Harry Potter and the Sorcerer’s Stone)
- 2005: Agatha Christie’s Marple: Ein Mord wird angekündigt (A Murder Is Announced)
- 2005–2006: Doctor Who (Fernsehserie, 2 Folgen: Das Ende der Welt / Die Neue Erde)
- 2006: Terry Pratchett’s Johnny and the Bomb (Dreiteiler)
- 2005–2013: Agatha Christie’s Poirot (sechs Fernsehfilme)
- 2011: My Week with Marilyn
- 2015: Mr Selfridge (Fernsehserie, 10 Folgen)
- 2017–2021: Britannia (Fernsehserie, 17 Folgen)
- 2018: Inside No. 9 (Fernsehserie, 1 Folge)
- 2018: Girlfriends (Fernsehserie, 6 Folgen)
- 2019: Killing Eve (Fernsehserie, 1 Folge)
- 2021–2023: Shadow and Bone (Fernsehserie, 11 Folgen)
- 2022: The Man Who Fell to Earth (Fernsehserie, 2 Folgen)
- 2024: Criminal Record (Fernsehserie, 5 Folgen)

## Theaterauftritte (Auswahl)
- 2006: Awake and Sing! (Cliffod Oddet): Bessie Berger, Belasco Theatre New York
- 2007: The Rose Tattoo (Tennessee Williams): Serafina, Royal National Theatre
- 2007/2008: Much Ado about Nothing (William Shakespeare): Beatrice, Royal National Theatre
- 2015: Harlequinade/ All on Her Own (Terence Rattigan): Garrick Theatre, London[5]
- 2016: Elegy (Nick Payne): Lorna, Donmar Warehouse, London[6]
- 2018: The Birthday Party (Harold Pinter): Meg, Harold Pinter Theatre, London
- 2019: Two Ladies (Nancy Harris): Helen, Bridge Theatre, London[7]